# Beneficiario
Los beneficiarios (del lat. beneficiarius del lat. beneficium) fueron legionarios romanos con la categoría de milites Principales (suboficiales) que, bajo el Alto imperio romano, realizaron labores de tipo policial. Eran miembros de una legión concreta, pero normalmente estaban adscritos directamente a su legado, a uno de sus tribunos y, con mucha más frecuencia, a las órdenes de los gobernadores provinciales, o bien estaban destinados en destacamentos temporales dentro de una provincia.

## Características

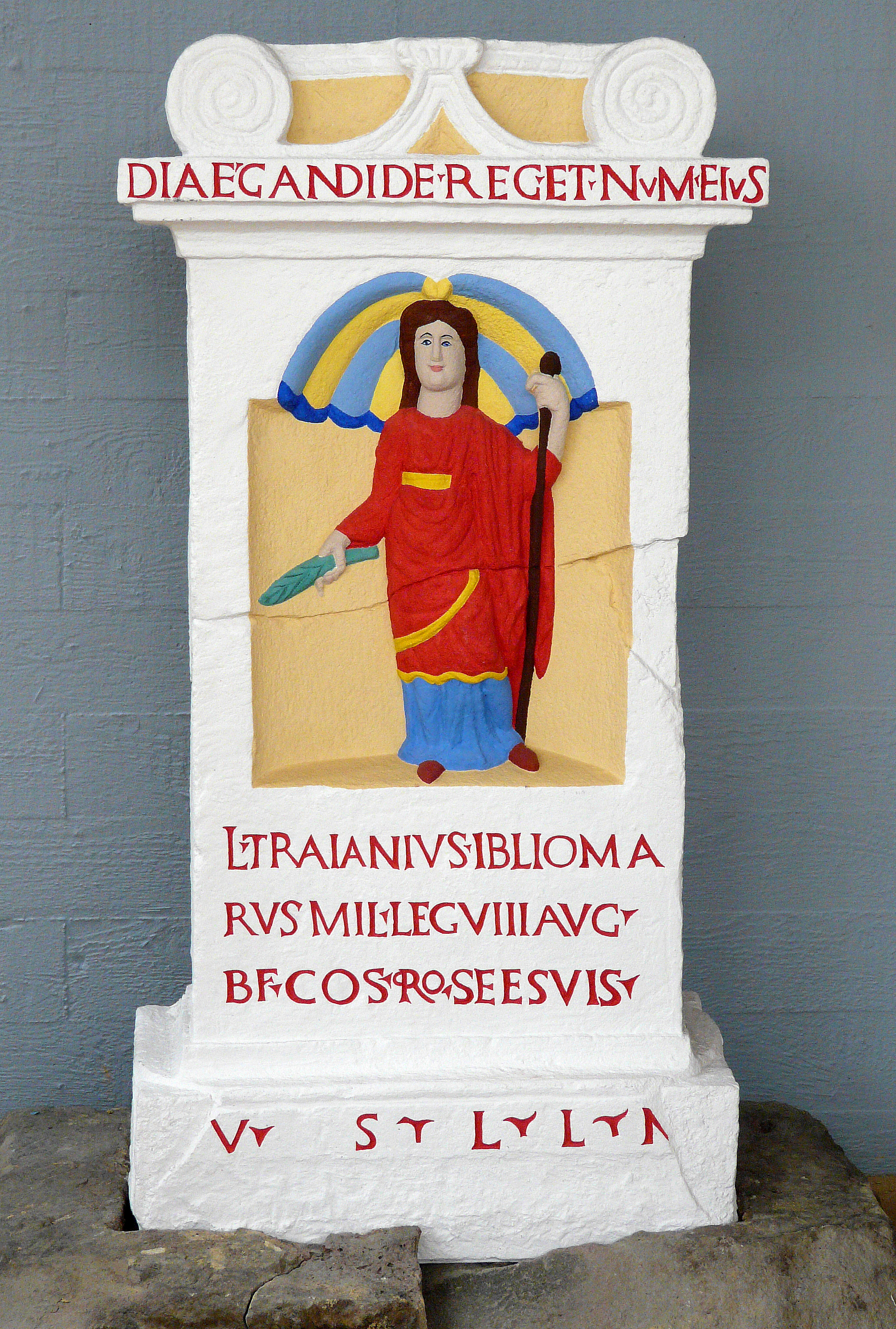
Reconstrucción moderna de la inscripción AE 1985, 695 (Diae(!) Candid(a)e Reg(inae) et num(ini) eius // L(ucius) Traianius Iblioma/rus mil(es) leg(ionis) VIII Aug(ustae) / b(ene)f(iciarius) co(n)s(ularis) pro se et suis // v(otum) s(olvit) l(ibens) l(aetus) m(erito)) en el Römermuseum Osterburken en Alemania.

Existe constancia de la institución de los beneficiarios desde tiempos de Vespasiano. Los beneficiarios ejercían labores policiales en las vías y ciudades del imperio y servían como escoltas de gobernadores, legados y tribunos. Para poder realizar la labor que tenían asignada estaban exentos del servicio ordinario (Munera) de los simples caligati, ya que pertenecían a la categoría de los Principales, entre los que también se incluían los Frumentarii y los Speculatores. Los beneficiarios recibían el salario y medio (sexquiplicarii) del stipendium de un legionario. 
Su signo distintivo característico era una lanza, que llevaban con ellos, y que les servía para que pudieran reconocerlos como beneficiarios. La denominada lanza signum era el símbolo tradicional del poder y la soberanía del imperio Romano. Los portadores de la lanza estaban así en representación directa de su gobernador (legado) y cumplían con su mandato. Entre sus responsabilidades se encontraba la amonestación y el castigo físico de lo individuos rebeldes. Los castigos para infracciones menores iban menos en la senda de las sanciones pecuniarias y más en la dirección del castigo físico y humillación públicos.

## Funciones
En las centurias, cohortes o legiones los beneficiarios ejercían la función de escriba y escolta para los legados y tribunos militares.
En muchas ocasiones, junto con algunos soldados rasos y el personal de apoyo, se encontraban desplegados en la llamadas estaciones de beneficiarios (stationes beneficiariorum), en una ciudad o en un puesto en una calzada, normalmente en pasos fronterizos, cruces de vías y ríos, así como en otros puntos neurálgicos de las provincias. 
Los beneficiarios controlaban el tráfico transfronterizo así como el importante tráfico fluvial de mercancías ejerciendo como autoridad supervisora, apoyando la labor de recaudación de impuestos ejercida por el procurador de la provincia en los portoria. Por último, recopilaban información sobre la población y los comerciantes y de informantes, manteniendo al gobernador al corriente de toda averiguación que pudiera ser de relevancia. 
Para garantizar su independencia de los poderes locales, eran cambiados de destino siguiendo turnos semestrales. Normalmente los beneficiarios, al terminar su turno, dedicaban un ara dedicada a Júpiter Óptimo Máximo y al genio de su statio por la salud del emperador reinante, aunque la dedicación podía incluir alguna deidad local más específica. Un gran número de ubicaciones de estaciones se puede corroborar arqueológicamente gracias la existencia de estas aras votivas. 

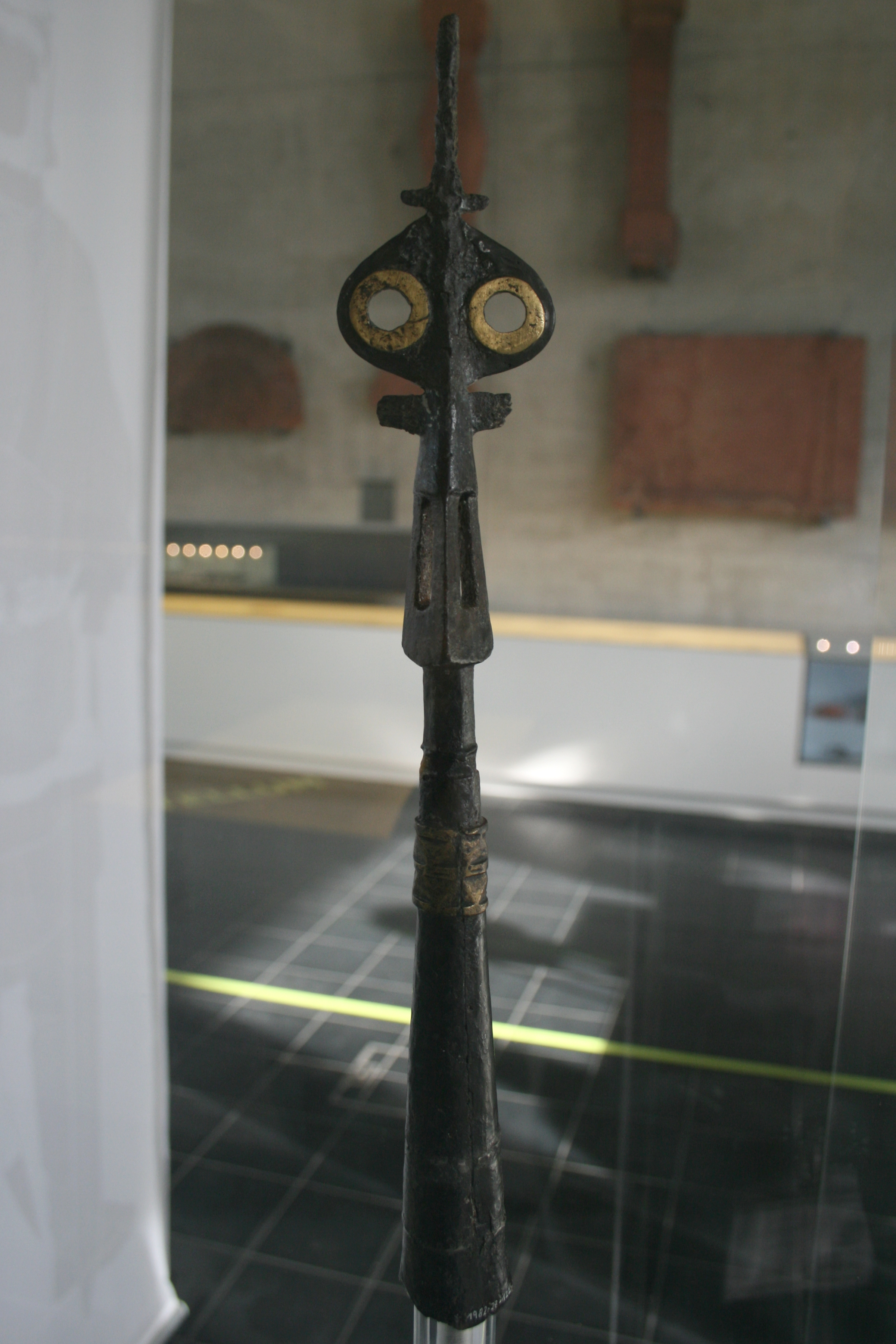
Cabeza de lanza de un beneficiario, hallazgo original en el Museo Romano de Osterburken
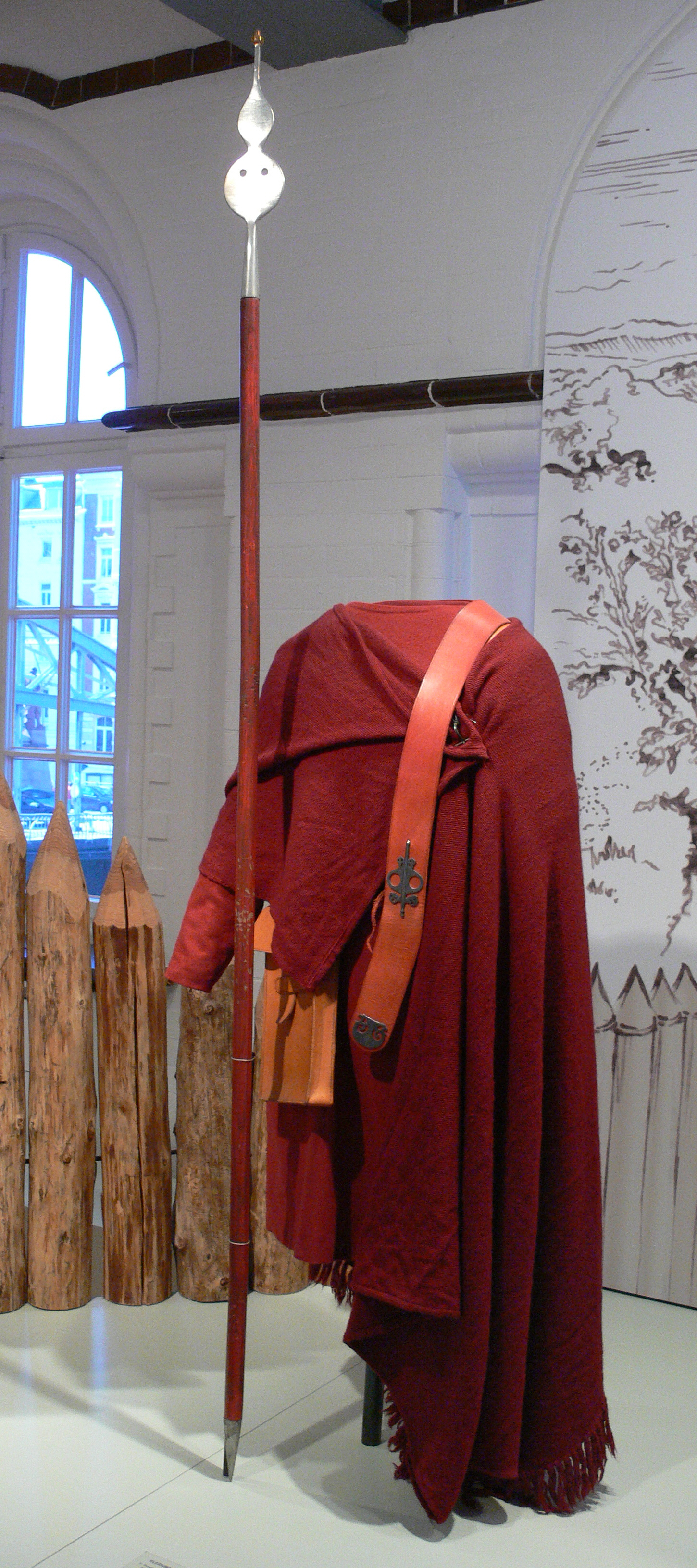
Vestimenta de un beneficiario (Reconstrucción, Museo alemán de aduanas en Hamburgo)
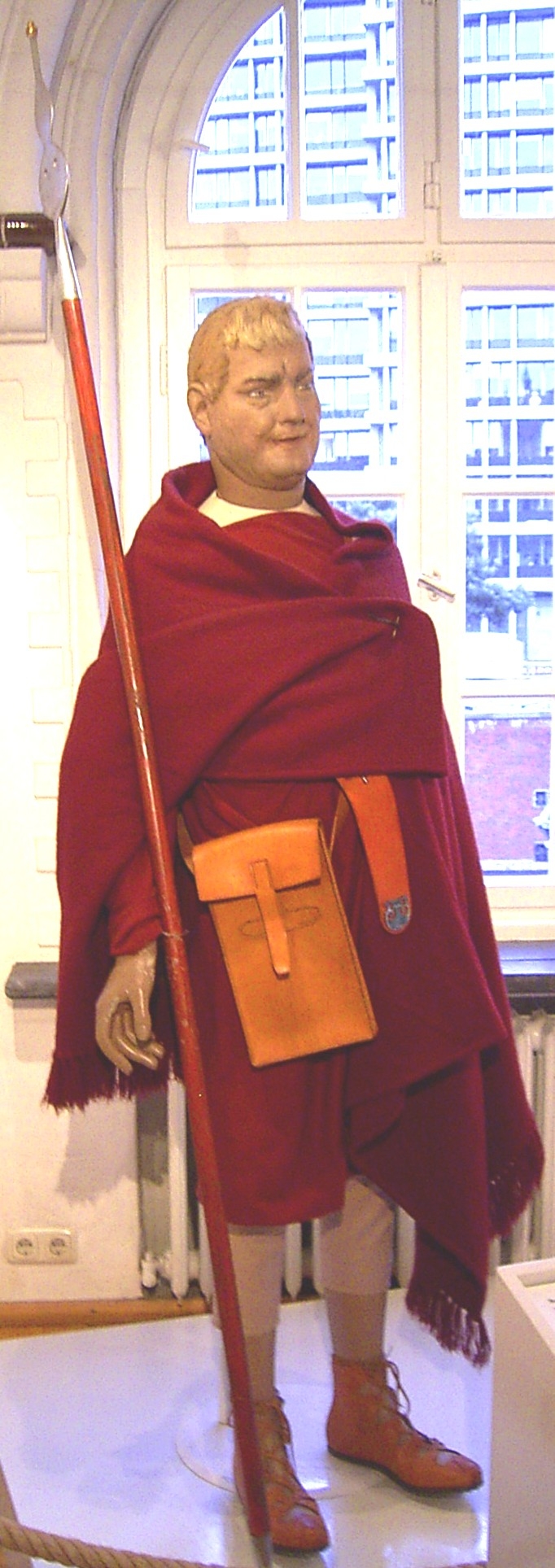
Figura de un beneficiario en el Museo alemán de aduanas en Hamburgo
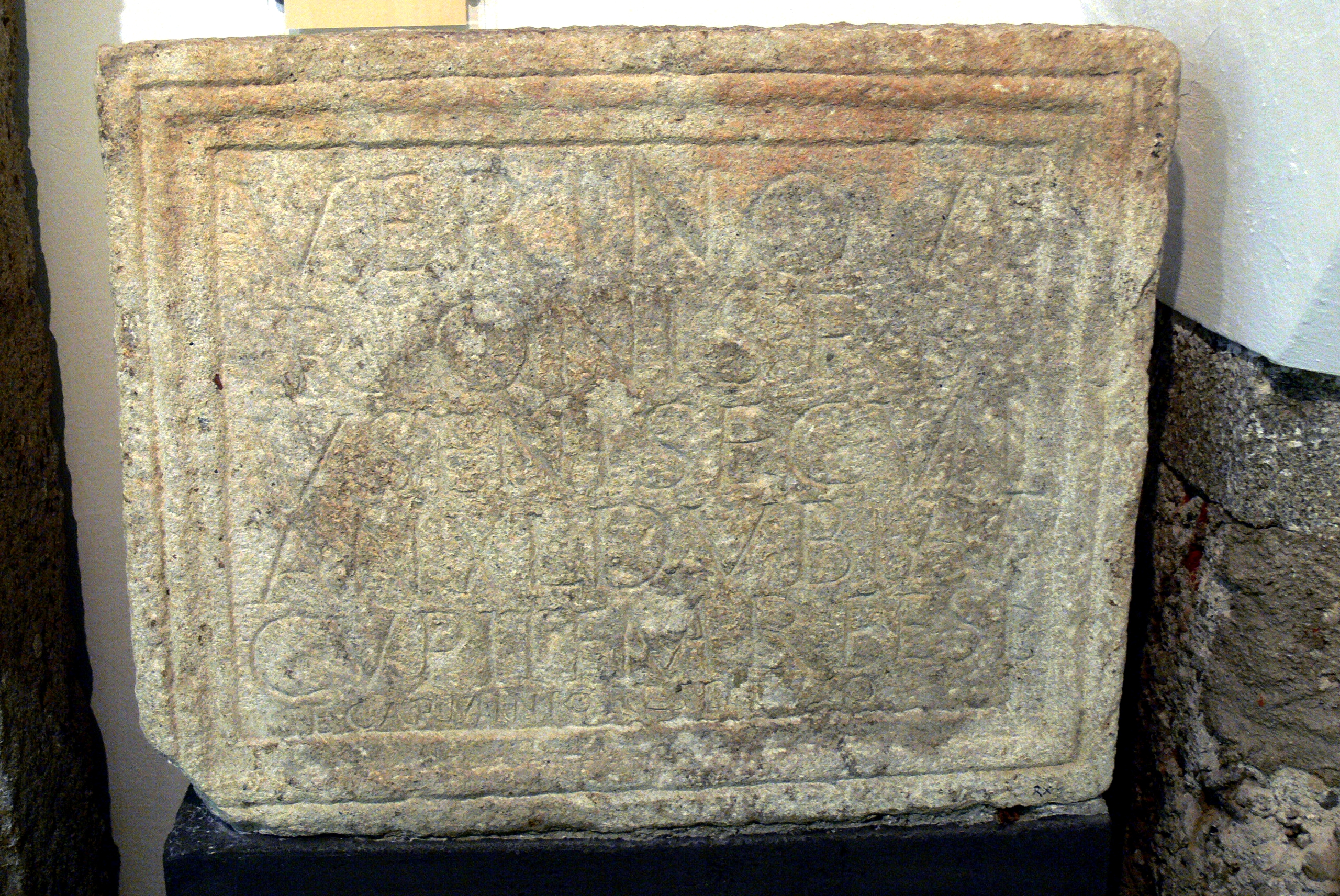
Inscripción funeraria de Verino, beneficiario de Usenio Segundo, gobernador de Nórico (158 d. C.), Museo de Lauriacum, Enns/Alta Austria.
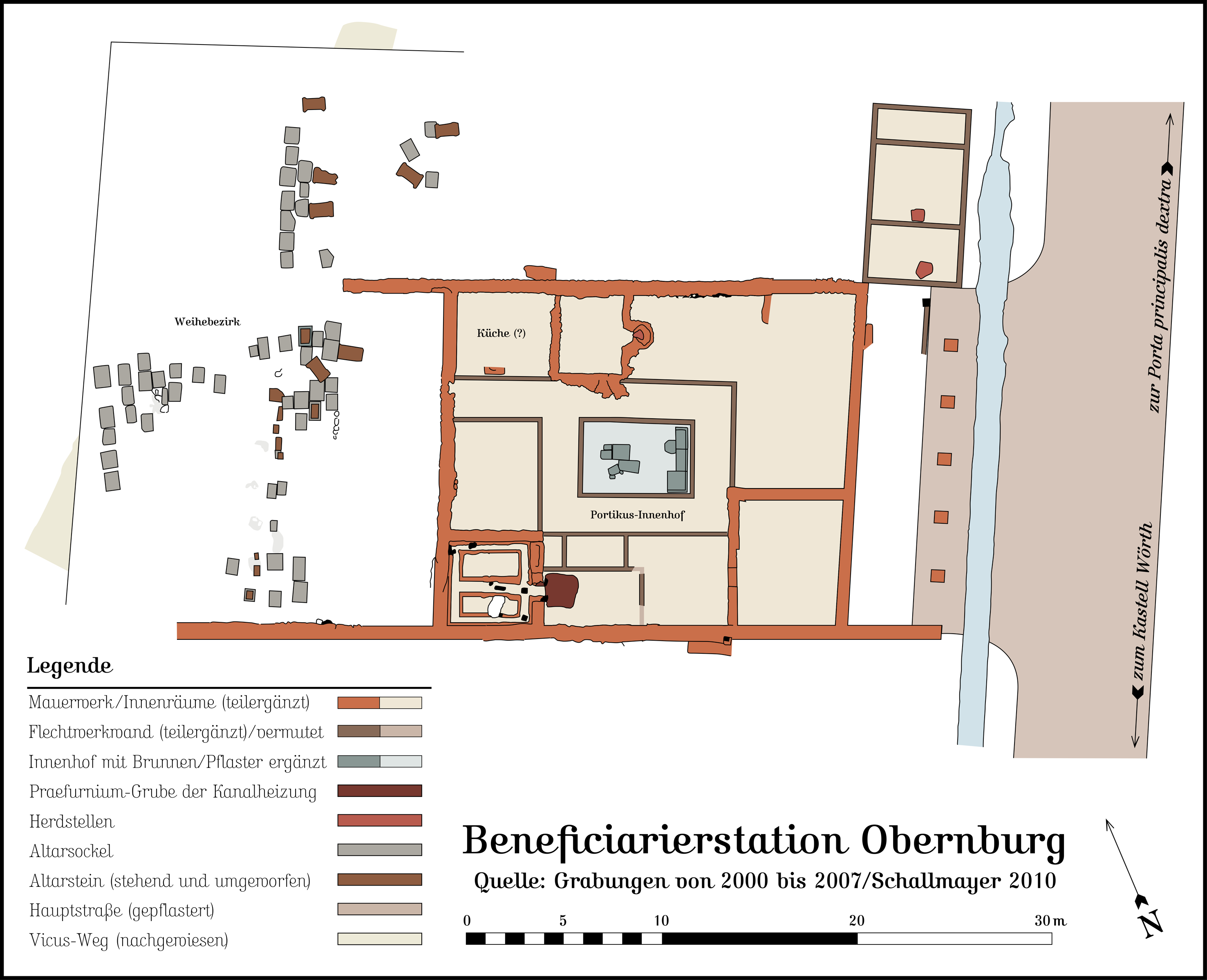
La estación de beneficiarios excavada en 2007 en el camino al sur del castro de Obernburg
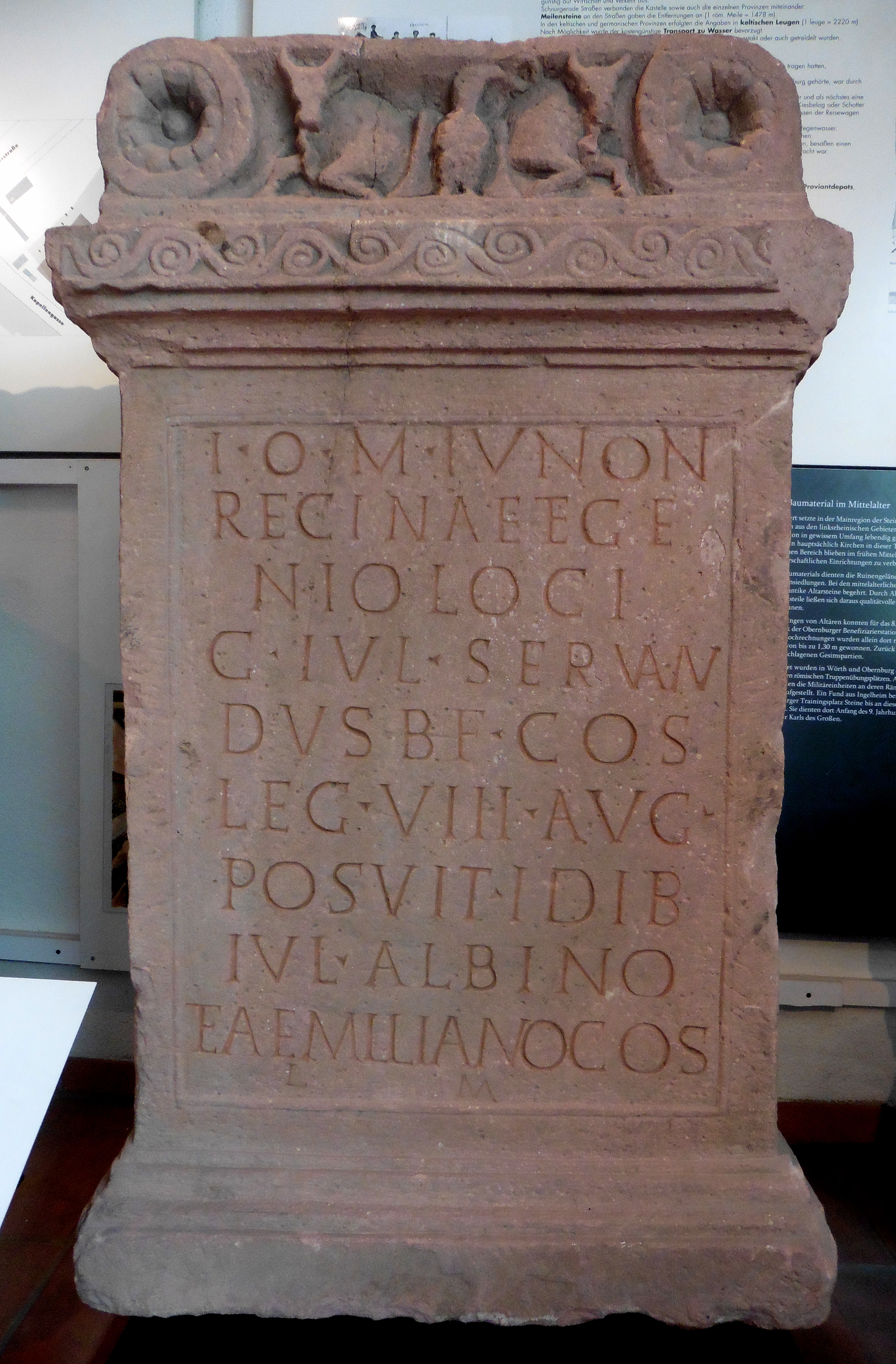
El tituli sacri de un beneficiario del castro de Obernburg